# مصعب بن عبدالله
مصعب بن عبدالله، از نوادگان زبیر بن عوام صحابه پیامبر است که در علم انساب مشهور بوده‌است. وی در نقل روایت نیز مورد توجه راویان قرار گرفته‌است. او در بین سال‌های ۱۵۶ تا ۲۳۶ ه.ق زندگانی کرده‌است.

## سرگذشت
مصعب بن عبدالله بن مصعب بن ثابت بن عبدالله بن زبیر، یکی از دانشمندان علم انساب است که در حوزه تاریخ متبحر بوده‌است. او را از جهت مروت و علم و شرف، جایگاه بالایی داشته‌است و در علم حدیث نیز مورد وثوق معرفی شده‌است. او در زمین شعر نیز فعال بوده‌است. وی در مدینه به دنیا آمده‌است و در بغداد ساکن بود و در نهایت در بغداد از دنیا رفت. برای او آثاری گزارش شده‌است. او از نوادگان صحابی پیامبر اسلام،‌ زبیر بن عوام بوده‌است. تاریخ ولادتش را ۱۵۶ ه.ق و تاریخ مرگ او را ۲۳۶ ه.ق گزارش کرده‌اند. او در دوران زندگانی اش در مدینه، حجاز و بغداد زندگانی کرده‌است. در تاریخ مرگش اختلافی گزارش شده‌است. ابن ندیم آن را دوم شوال ۲۳۳ ه.ق گزارش می‌کند و در مقابل خطیب بغدادی او را متوفی دوم شوال ۲۳۶ می‌داند. با این وجود گزارش خطیب بغدادی به واقع نزدیک تر است.
گزارش شده‌است که او از پدرش و از مالک بن انس، ضحاک بن عثمان، ابراهیم بن سعد، عبدالعزیز الدراوردی، هشام بن عبدالله محزومی و سفیان بن عیینه روایت شنیده‌است و نقل می‌کند، و از او کسانی چون ابن ماجه، زبیر بن بکار قاضی، ابی یعلی موصلی، موسی بن هارون، ابوالقاسم بغوی و ابی عباس سراج از او نقل روایت کرده‌اند. در مقدمه کتابش آمده‌است که مولفین کثیری از او یاد کرده‌اند. مهمترین منبعی که به ترجمه او پرداخته است، تاریخ بغداد اثر خطیب بغدادی و کتاب الفرست ابن ندیم است.

## آثار
در کتاب الاغانی برای او چند شعر نیز گزارش شده‌است. زرکلی برای مصعب بن عبدالله،‌ چند اثر را گزارش می‌کند.
- نسب قریش که به چاپ امروزی درآمده است.
- النسب الکبیر که از آن خبری در منابع وجود ندارد.
- حدیث مصعب که از آن نسخ خطی گزارش شده‌است.

## اساتید
اساتیدی که او نزدشان درس خوانده‌است عبارتند از:
- أبي عبدالله مالك بن أنس بن مالك أصبحي حميري
- عبدالله بن مصعب بن ثابت بن عبدالله بن زبير بن عوام
- إبراهيم بن سعد بن إبراهيم بن عبدالرحمن بن عوف زهري قرشي
- ضحاك بن عثمان بن عبدالله بن خالد القرشي مديني
- سفيان بن عيينة بن أبي عمران ميمون هلالي
- أبي محمد عبدالعزيز بن محمد بن عبيد دراوردي مدني

## شاگردان
شاگردانی که او به آنها درس داده‌است عبارتند از:
- سعد بن يحيى بن يزيد بن عبدحميد بن يحيى بن سعد رقي
- أحمد بن سعيد بن شاهين أبي عباس
- أحمد بن أبي خيثمة زهير بن حرب بن شداد أبي بكر
- أبي عبدالرحمن عبد الله بن أحمد بن حنبل شيباني
- إدريس بن عبدالكريم الحداد أبي حسن بغدادي
- بهلول بن إسحاق بن بهلول بن حسان تنوخي أنباري أبي محمد